# Harald Hallén
Harald Hallén (i riksdagen kallad Hallén i Torrskog och Hallén i Arvika), född 29 augusti 1884 i Stockholm, död 1 september 1967 i Arvika, var en svensk politiker och präst.
Hallén var ledamot av andra kammaren 1912–1921 och 1925–1960 och representerande socialdemokraterna, han var ordförande i Konstitutionsutskottet 1939–1958. Han var son till Birger Hallén, redaktör för Post & Inrikes Tidningar och Alma, född Nomell. Gift med Ella Karlzén och hade fyra barn; Inga-Lisa, Ulla, Birgitta, Lars.
Hallén prästvigdes för Karlstads stift fick sin första prästtjänst i Torrskogs församling i norra Dalsland, på grund av sina socialdemokratiska sympatier. Han var komminister där 1919–1927. När han senare var etablerad som riksdagsman erhöll han en kyrkoherdetjänst i Arvika Östra församling. Halléns verkliga födelsedag var sex månader tidigare än den officiella, men hans föräldrar hade inte varit gifta länge nog för att en nedkomst så tidigt skulle kunna anses vara passande. Hallén blev under sitt liv medveten om detta och firade födelsedag två gånger om året; med officiella kalas på den officiella födelsedagen och privat, för sig själv, på den verkliga födelsedagen.
År 1911 blev han invald i riksdagen, där han representerade socialdemokraterna och satt där förutom ett kort avbrott ända till 1960. Från 1953 var han andra kammarens ålderspresident. Vid åtminstone ett tillfälle 1954 gick Hallén, mer eller mindre direkt, från ett sammanträde med utrikesnämnden, den mest sekretessomgärdade institution som finns inom svensk utrikesförvaltning, till den sovjetiska ambassaden och avlämnade rapport om vad som fördragits under utrikesnämndens sammanträde, vilket får sägas vara minst sagt bestickande. Inom socialdemokraterna arbetade han för ett kyrkopolitiskt program som skulle behålla statskyrkan och inte, som partimajoriteten önskade, "avskaffa" den. Han menade att själva kyrkoorganisationen inte alls borde försvinna, utan att en ny, renare "folkreligion" borde främjas och ta form inom kyrkans upparbetade struktur. Som alternativ till den religiösa, av Einar Billing och J A Eklund präglade, folkkyrkotanken ville Hallén få till stånd en kyrka där folkmajoriteten hade makten och ämbetshierarkin var avskaffad. Viktor Rydbergs religiösa reformprogram såg Hallén som förebildligt. I Rydbergs och den danske idealisten Gustav Frenssens avståndstagande från kyrkans lära om Kristus och från dess treenighetslära och lära om försoning kände sig Hallén hemma. Trots att han var präst uppfattade han inte Jesus som Gud, utan som en mänsklig idealgestalt. Arbetarrörelsen behövde enligt Hallén "en ny trosgrund kring en ny kristusgestalt, måhända ej så historiskt trogen, men smyckad med det bästa som framgått och uppvuxit i alla tider. Människorna skola lära känna honom ej som den i dogmernas skrud utklutade, utan som en ljusets kämpe som ingen annan, som bilden av det subimt mänskliga."  Halléns religiösa uppfattning var mycket kontroversiell och han var som präst starkt ifrågasatt av kyrkan i övrigt och han blev gång efter annan anmäld till domkapitlet. I synnerhet när han började ändra i gudstjänstritualet för att detta skulle stämma överens med hans åskådning. . Som riksdagsman var han tillbakadragen, men hade ett starkt inflytande i det inre partiarbetet. 
Hallén genomförde under många år en gudstjänst med ljuständning på Arvika kyrkogård, som på alla helgons dag sändes i Sveriges Radio och han var känd som en folktalare. På så sätt kom han att bidra till att man idag överallt tänder ljus på gravarna denna helg. Det finns många vittnesmål om hans folklighet och empati i rollen som själasörjare, medan han privat hade en stor distans till sin omgivning, och var känd för sin bisarra humor.